# 医師賠償責任保険
医師賠償責任保険（いしばいしょうせきにんほけん）は、医療事故に関し、医師に過誤があり、賠償責任が生じたとき、これを補償するための保険商品である。医療訴訟の件数が年々増加し、医師・医療機関が支払いきれない高額の賠償金の支払命令を受けるケースも出ていることもあり、医師・医療機関にとって金銭的なリスクの回避が重要性を増してきている。ただし、海外の医師賠償責任保険には、保険加入条件としての診療の質を満たすため、一年間に診療できる人間の数に上限を設けているケースがほとんどであり、この制度の導入で医師不足に拍車がかかる問題や、そもそも保険に加入できない問題が発生することが、海外医療勤務経験者より指摘されている（特に産科では、1年間の出産数が上限200人ほどの制限が一般的であり、日本の400人以上とも言われている平均出産担当数では釣り合わないといわれている）。

## 医療過誤
医療行為当時の一般的な医療技術水準に照らして、医師に過失があるとされること。